# Olympische Sommerspiele 1972/Reiten – Vielseitigkeit Einzel
Die Einzelwettbewerbe im Vielseitigkeitsreiten bei den Olympischen Spielen 1972 in München wurden vom 29. August bis 1. September im Reitstadion Riem ausgetragen.

## Ergebnisse
| Rang | Athlet                  | Pferd              | Nation             | Punkte  |
| ---- | ----------------------- | ------------------ | ------------------ | ------- |
| 1    | Richard Meade           | Laurieston         | Großbritannien     | 57,73   |
| 2    | Alessandro Argenton     | Woodland           | Italien            | 43,33   |
| 3    | Jan Jönsson             | Sarajevo           | Schweden           | 39,67   |
| 4    | Mary Gordon-Watson      | Cornishman V       | Großbritannien     | 30,27   |
| 5    | Kevin Freeman           | Good Mixture       | Vereinigte Staaten | 29,87   |
| 6    | Bill Roycroft           | Warrathoola        | Australien         | 29,60   |
| 7    | Richard Sands           | Depeche            | Australien         | 24,87   |
| 8    | Bruce Davidson          | Plain Sailing      | Vereinigte Staaten | 24,47   |
| 9    | Harry Klugmann          | Christopher Robert | BR Deutschland     | 8,00    |
| 10   | Bridget Parker          | Cornish Gold       | Großbritannien     | 7,53    |
| 11   | Rudolf Beerbohm         | Ingolf             | DDR                | 3,80    |
| 12   | Sergei Muchin           | Reisfeder          | Sowjetunion        | −0,13   |
| 13   | Ludwig Gössing          | Chikago            | BR Deutschland     | −0,40   |
| 14   | Paul Hürlimann          | Grand Times        | Schweiz            | −11,03  |
| 15   | Anton Bühler            | Wukari             | Schweiz            | −19,87  |
| 16   | Karl Schultz            | Pisco              | BR Deutschland     | −25,60  |
| 17   | Michel Robert           | Vandale            | Frankreich         | −27,13  |
| 18   | Jacek Wierzchowiecki    | Gniew              | Polen              | −30,47  |
| 19   | Walentin Gorelkin       | Rok                | Sowjetunion        | −34,93  |
| 20   | John Michael Plumb      | Free and Easy      | Vereinigte Staaten | −43,53  |
| 21   | Ferdinand Croy          | Etruska            | Österreich         | −54,27  |
| 22   | William Buller          | Benka              | Irland             | −56,13  |
| 23   | Jens Niehls             | Big-Ben            | DDR                | −60,00  |
| 24   | Ronnie McMahon          | San Carlos         | Irland             | −67,33  |
| 25   | Joachim Brohmann        | Uranio             | DDR                | −71,73  |
| 26   | Helmut Gille            | Pflicht            | DDR                | −74,20  |
| 27   | Brian Schrapel          | Wakool             | Australien         | −82,33  |
| 28   | Patrick Connolly-Carew  | Tawney Port        | Irland             | −95,95  |
| 29   | Dino Costantini         | Lord Jim           | Italien            | −98,18  |
| 30   | James Wofford           | Kilkenny           | Vereinigte Staaten | −99,83  |
| 31   | Marek Małecki           | Signor             | Polen              | −109,00 |
| 32   | Jim Henry               | Harper             | Kanada             | −124,67 |
| 33   | Alfred Schwarzenbach    | Big Boy            | Schweiz            | −125,53 |
| 34   | Armand Bigot            | Valseur D          | Frankreich         | −133,80 |
| 35   | Mark Phillips           | Great Ovation      | Großbritannien     | −134,33 |
| 36   | Jan Skoczylas           | Wandal             | Polen              | −142,13 |
| 37   | Mario Turner            | Forgotten Fred     | Italien            | −148,73 |
| 38   | István Szabácsy         | Adonisz            | Ungarn             | −153,13 |
| 39   | Wladimir Lanjugin       | Zimar              | Sowjetunion        | −155,00 |
| 40   | Friedrich Resch         | Felhoes            | Österreich         | −172,80 |
| 41   | Jordan Iwanow           | Liberia            | Bulgarien          | −173,75 |
| 42   | Dominique Bentejac      | Trou Normand       | Frankreich         | −177,63 |
| 43   | François Fabius         | Ut Majeur          | Frankreich         | −205,40 |
| 44   | Wendy Irving            | High Wind          | Kanada             | −248,60 |
| 45   | Wolf-Dieter Rihs        | Wieland            | Österreich         | −258,53 |
| 46   | Clarke Roycroft         | Furtive            | Australien         | −296,12 |
| 47   | Gerardo Jáuregui        | Constanza          | Argentinien        | −301,32 |
| 48   | Piet van der Schans     | Eminent            | Niederlande        | −309,13 |
|      | Horst Karsten           | Sioux              | BR Deutschland     | DNF     |
|      | Manuel Mendívil         | Polo               | Mexiko             | DNF     |
|      | Robin Hahn              | Lord Jim           | Kanada             | DNF     |
|      | Wojciech Mickunas       | Tenor              | Polen              | DNF     |
|      | Eddy Stibbe             | Autumn Flash       | Niederlande        | DNF     |
|      | Bill McLernon           | Ballingarry        | Irland             | DNF     |
|      | Max Hauri               | Red Baron          | Schweiz            | DNF     |
|      | Stefano Angioni         | Sauvage            | Italien            | DNF     |
|      | Boris Stefanow          | Artek              | Bulgarien          | DNF     |
|      | Maríano Bucio           | Tango              | Mexiko             | DNF     |
|      | Mamadschan Ismailow     | Trest              | Sowjetunion        | DNF     |
|      | József Horváth          | Dariusz            | Ungarn             | DNF     |
|      | József Varró            | Abasar             | Ungarn             | DNF     |
|      | Rüdiger Wassibauer      | Sans Peur          | Österreich         | DNF     |
|      | Ramón Mejía             | Varello            | Mexiko             | DNF     |
|      | José Eugenio Acosta     | Saxofón            | Argentinien        | DNF     |
|      | Carlos Alberto Alvarado | Rastreador         | Argentinien        | DNF     |
|      | Alejandro Guglielmi     | Aguilucho          | Argentinien        | DNF     |
|      | David Bárcena           | Kornbrand          | Mexiko             | DNF     |
|      | János Krizsán           | Dervis             | Ungarn             | DNF     |
|      | Gotscho Milew           | Gondola            | Bulgarien          | DNF     |
|      | Hans Brugman            | Alfie              | Niederlande        | DNF     |
|      | Clint Banbury           | Paladin            | Kanada             | DNF     |
|      | Nikola Dimitrow         | Garona             | Bulgarien          | DNF     |
|      | Maarten Jurgens         | Tamerlane          | Niederlande        | DNF     |